# Martello di Lucerna

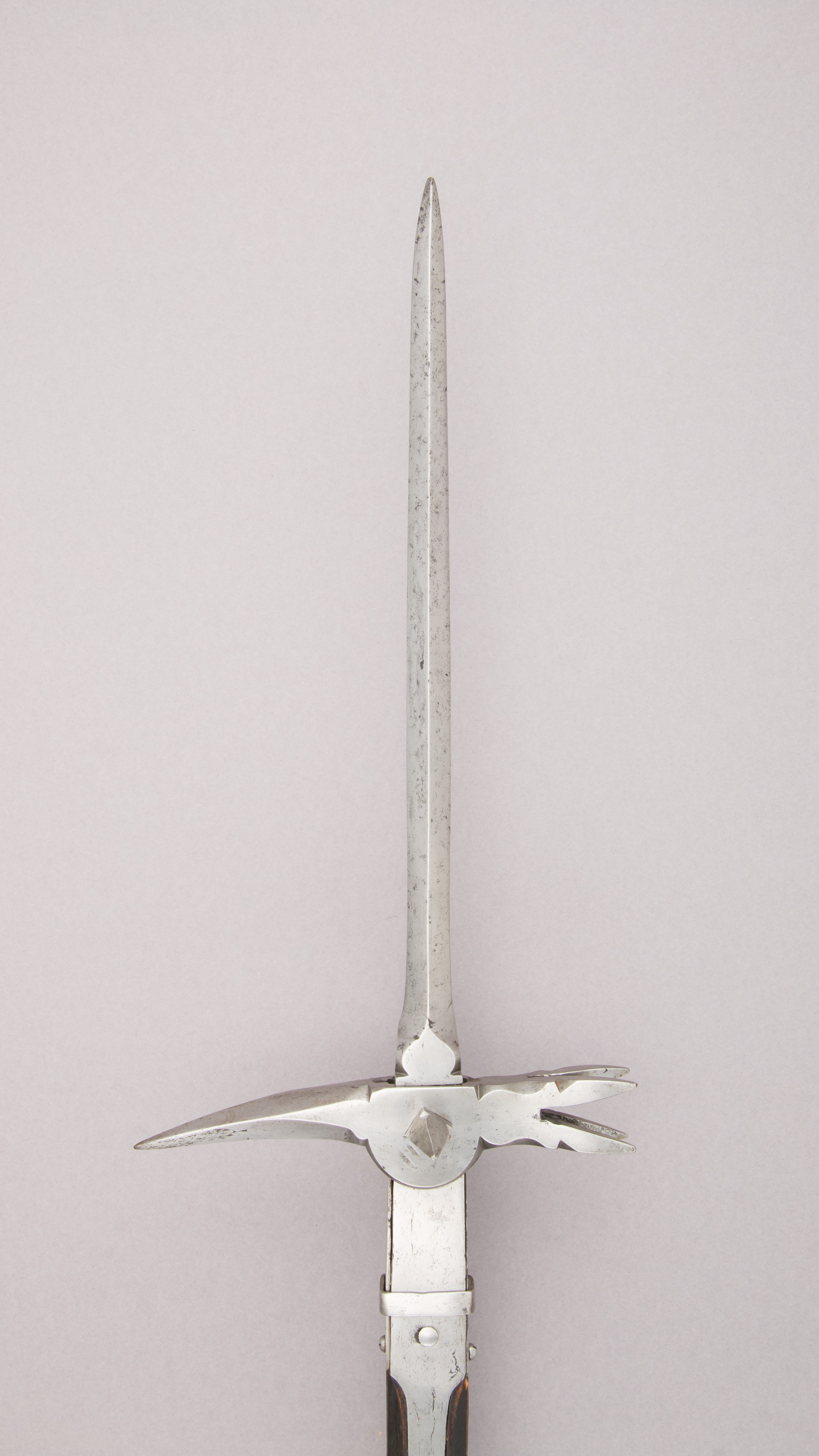
Testa di un martello di Lucerna

Il martello di Lucerna, conosciuto anche come becco di falco (in lingua tedesca, Falkenschnabel), è una tipologia di arma inastata, diffusa tra gli eserciti svizzeri tra il XV secolo e il XVII secolo. Si tratta di una combinazione di mazzapicchio e martello d'arme dotato di punte.

## Storia
Apparsa originariamente in Germania nel XIV secolo, l'arma prende il suo nome dalla città svizzera di Lucerna, presso la quale ne sono stati rinvenuti molti esemplari. Fu utilizzata in combattimento da fanti e cavalieri appiedati in Svizzera, Germania, Francia e Italia fino al XVII secolo, dopo il quale continuò a essere utilizzata come oggetto decorativo o come arma da parata.

## Caratteristiche
Il martello di Lucerna è costituito da una testa metallica montata su un'asta in legno lunga tra gli 1,5 e i 2 metri. La testa, lunga fino a 50 centimetri, è costituita da un lato simile a una testa di martello, dotato di spigolo vivo, da un gancio affilato sul lato opposto (detto becco) e da una lunga punta da spinta in cima. Sono talvolta presenti ulteriori punte più piccole sugli altri lati. Il peso è generalmente compreso tra i 2 e i 6 kg, fino a un massimo di 14 kg.

## Utilizzo
Il martello di Lucerna richiede di essere impugnato con entrambe le mani per potere essere maneggiato efficacemente. Grazie alla forma della testa l'arma è versatile e aveva molteplici usi in battaglia. La punta sulla cima era particolarmente adatta a trafiggere il nemico, mentre la testa di martello era utilizzata per colpire e fracassare le armature. Come molte altre armi innestate, il martello di Lucerna era impiegato anche per disarcionare il nemico da cavallo. La lunga asta permetteva di aumentare il momento angolare della testa, colpendo il bersaglio con una forza notevole.